# Gouverneur des Orléanais
Gouverneur des Orléanais von 1498 bzw. Lieutenants-généraux von 1562 bis zum Ende des 18. Jahrhunderts waren:

## Gouverneure
- 1368: Henri de Louvain, Capitaine de la Ville d’Orléans
- 1368: Thomas de Voudenay, Conseiller du Roi et du Duc d’Orléans
- 1390: Guillaume Bonnet, genannt Bonnicault, Chambellan du Roi, Capitaine de la Ville, Cité et Tour neuve
- 1392: Jean de Prunelay, Sire d’Herbault, Chambellan du Roi et du Duc d’Orléans
- 1418: Pierre de Mornay, genannt Gauvet, Sire de Gaulnes et de La Ferté-Nabert, Chambellan du Roi et du Duc d’Orléans, Sénéchal de Carcassonne, Capitaine de la Ville
- 1427: André Marchand, Conseiller et Chambellan du Roi, Capitaine de la Ville
- 1461: Raoul Auguste, Sieur de Gaucourt, Capitaine de la Ville († zwischen 1461 und 21. Juni 1462)
- 1469: Jean Foucault, Sieur de Saint-Germain, Conseiller et Chambellan du Duc d’Orléans, Capitaine de la Ville
- 1476: Charles de Bouville, Sieur d’Arbouville, Conseiller et Chambellan de la Duchesse d’Orléans, Capitaine de la Ville
- 1477: Guillaume de Mornay, Seigneur de Villiers
- 1498: Guy Pot, Comte de Saint-Pol, Gouverneur du Dauphin et du Comte de Blois († vor 31. März 1495 (!))
- 1498: Jean de Louan, Capitaine et Gouverneur du Château de Saint-Germain-en-Laye
- 1500: Guillaume de Montmorency, Premier Baron de France, Seigneur de Châteauneuf et de Damville, Conseiller et Chambellan du Roi, Capitaine du Château de Saint-Germain-en-Laye († 14. Mai 1531)
- 1522: Lancelot du Lac, Seigneur de Chamerolles, Chambellan du Roi
- 1543: Joachim de La Châtre, Sieur de Nançay, Capitaine des Gardes du Corps, Maître des Cérémonies de France, Gouverneur des Ville et Château de Gien († 21. September 1546) (Haus La Châtre)
- 1544: Claude du Lac, Seigneur de Chamerolles, Premier Baron de Champagne
- 1548: Claude Robertet, Baron d’Alluye († 1567)
- 1562: Tanneguy du Bouchet de Puy-Greffier, dit Saint-Cyr (X 1569 in der Schlacht bei Moncontour), protestantischer Militärchef im Poitou
- 1563: Charles de Bourbon, Prince de La Roche-sur-Yon, Duc de Beaupréau († 10. Oktober 1565)
- 1565: Philibert de Marcilly, Sieur de Cypierre
- 1567: François de La Noue († 4. August 1591) (für die Protestanten)
- 1567: Boucaud, Seigneur de Boucard (für die Protestanten)
- 1569: François de Bourbon, Duc de Montpensier († 4. Juni 1592)
- 1582: Artus de Cossé, Baron de Gonnor, Comte de Secondigny, Marschall von Frankreich († 15. Januar 1582)
- 1582: Philippe Hurault, Comte de Cheverny et de Limoux, Kanzler von Frankreich, Gouverneur und Lieutenant-général († 30. Juli 1599)
- 1588: François de Balzac, Seigneur d’Entragues, Conseiller du Roi († 11. Februar 1612)
- 1588: Charles de Lorraine, Chevalier d’Aumale (für die Katholische Liga)
- 1594: Claude de La Châtre, Baron de La Maisonfort, Bailli du Berry, dann Gouverneur pour le Roi de la Ville et Banlieue d’Orléans (für die Katholische Liga) († 14. Dezember 1614)
- 1595: Guillaume Charles de Balzac, Seigneur de Marcoussis
- 1615: François d’Orléans-Longueville, Comte de Saint-Pol († 7. Oktober 1631)
- 1622: Léonor d’Orléans-Longueville, Duc de Fronsac († 3. September 1622), dessen Sohn
- 1631: Gaspard de Coligny, Seigneur de Châtillon-sur-Loing, Comte de Coligny, Marschall von Frankreich, Gouverneur par Commission († 4. Januar 1646)
- 1635: Jean-Baptiste Gaston de Bourbon, Duc d’Orléans († 2. Februar 1660)
- 1635–1666: Charles d’Escoubleau, Marquis de Sourdis et d'Alluyes († 21. Dezember 1666)
- 1667–1690: Paul d’Escoubleau, Marquis d'Alluyes et de Sourdis († 6. Januar 1690)
- 1690–1707: François d’Escoubleau, Comte de Sourdis, Lieutenant-général des Armées du Roi († 1707)
- ab 28. September 1707: Louis Antoine de Pardaillan de Gondrin, 1. Duc d'Antin, Pair de France, Lieutenant-général des Armées du Roi († 2. November 1736)
- bis 1743: Louis (II.) de Pardaillan de Gondrin, 2. Duc d'Antin, Pair de France († 9. Dezember 1743)
- bis 1757: Louis (III.) de Pardaillan de Gondrin, 3. Duc d’Antin
- ab 1757: François Charles de Rochechouart, genannt le Comte de Rochechouart, Lieutenant-général des Armées du Roi († 24. August 1784)
- ab 1785: Aimery Louis Roger de Rochechouart († 7. Juli 1791), Deputierter der Generalstände von 1789, dessen Sohn

Zum 1. Januar 1791 wurden die Gouverneursämter abgeschafft.

## Lieutenants-généraux du Gouvernement
- 1562: Innocent de Monterud, Lieutenant-général
- 1568: François de Balzac, Seigneur d’Entragues, Lieutenant-général († 11. Februar 1612)
- 1569: Jean de Beaufils, Sieur de Villepion, Commandant pour le Roi
- 1575: Jean de Constant, Seigneur de Fontpertuis, Commandant pour le Roi
- 1582: Philippe Hurault, Comte de Cheverny et de Limoux, Kanzler von Frankreich, Gouverneur und Lieutenant-général († 30. Juli 1599)[1]
- 1595: Charles de Balzac d′Entragues, Seigneur de Dunes, Comte de Graville († März 1599)
- 1599: César de Balzac, Seigneur de Gié, Lieutenant-général des Armées du Roi, Halbbruder von Catherine Henriette de Balzac d’Entragues
- 1613: Christophe de Harlay, Comte de Beaumont
- 1617: François de Cugnac, Marquis de Dampierre
- 1623: Henri Hurault, Comte de Cheverny († 1. März 1648), Sohn von Philippe Hurault
- 1635: Antoine d’Aumont, Marquis de Nolay, Gouverneur de Boulogne-sur-Mer et du Boulonnais († 11. Januar 1669)
- 1666: Jacques d’Estampes, Marquis de La Ferté-Imbault, Marschall von Frankreich († 20. Mai 1668)
- 1698: Louis du Deffend, Marquis de La Lande
- 17xx: Jean-Baptiste du Deffend de La Lande, Marquis de Châtres, Gouverneur de Neuf-Brisach, Lieutenant-général des Armées du Roi (Am 19. September 1713 wurden Dunois, Vendômois und die Bailliage d’Amboise vom Orléanais abgetrennt und dem Gouvernement Blois zugeschlagen.)
- 17xx: Abel François Poisson de Vandières, 1754 Marquis de Marigny, Commandeur des Ordres du Roi († 11. Mai 1781), Bruder der Madame de Pompadour
- NN de Cypierre, Baron de Chevilly, Gouverneur de la Ville d’Orléans (1767 wurden die Ämter des Gouverneurs und des Lieutenant-général für die Stadt Orléans geschaffen)
- NN Charpentier du Petit Bois, Lieutenant de Roi